# Tyrnau
Tyrnau là một đô thị thuộc huyện Graz-Umgebung bang Steiermark, nước Áo. Đô thị Tyrnau có diện tích 19,97 km², dân số thời điểm cuối năm 2008 là 666 người.